# Mia Wasikowska
Mia Wasikowska (uttalas Vasjikovska), född 14 oktober 1989 i Canberra, är en australisk skådespelare. Wasikowska slog igenom i rollen som Alice i filmen Alice i Underlandet 2010.

## Filmografi i urval
- 2006 – Suburban Mayhem
- 2007 – September
- 2007 – Territory
- 2008 – In Treatment (TV-serie)
- 2008 – Motstånd
- 2009 – The Evening Sun
- 2009 – Amelia
- 2010 – Alice i Underlandet
- 2010 – The Kids Are All Right
- 2011 – Jane Eyre
- 2011 – Restless
- 2011 – Albert Nobbs
- 2012 – Lawless
- 2013 – Stoker
- 2013 – Only Lovers Left Alive
- 2013 – Tracks
- 2014 – The Double
- 2014 – Maps to the Stars
- 2014 – Madame Bovary
- 2015 – Crimson Peak
- 2016 – Alice i Spegellandet
- 2020 – The Devil All the Time
- 2021 – Bergman Island